# ریکاردو گابیدینی
ریکاردو گابیدینی (انگلیسی: Riccardo Gabbiadini؛ زادهٔ ۱۱ مارس ۱۹۷۰) بازیکن فوتبال اهل بریتانیا است.
از باشگاه‌هایی که در آن بازی کرده‌است می‌توان به باشگاه فوتبال یورک سیتی، باشگاه فوتبال هارتل پول یونایتد، باشگاه فوتبال کرو آلکساندرا، باشگاه فوتبال اسلایگو راورز، باشگاه فوتبال بلکپول، باشگاه فوتبال کارلایل یونایتد، باشگاه فوتبال گریمزبی تاون، باشگاه فوتبال برایتون اند هوو آلبیون، و باشگاه فوتبال ساندرلند اشاره کرد.